# Cade Owens
Cade Owens ist ein US-amerikanischer Filmschauspieler. 

## Leben
Owens wurde bekannt durch seine Rolle als Jack Hotchner in der Serie Criminal Minds, in der er in 22 Folgen zu sehen war und seinen ersten Fernsehauftritt 2007 in der Folge In Name and Blood (Der letzte Fall) hatte. 2010 spielte er die Figur Caleb in dem Film Most Likely to Suceed. 2011 hatte er einen Gastauftritt bei der Serie Navy CIS: L.A. als Mark Basser und im selben Jahr bei Grey’s Anatomy als Nathan Englander. 2012 machte er bei dem Film Blue Eyed Butcher mit.

## Filmografie
- 2007–2016: Criminal Minds
- 2010: Most Likeley to Succeed
- 2011: Grey’s Anatomy (eine Folge)
- 2011: Navy CIS: L.A. (eine Folge)
- 2012: Blue Eyed Butcher